# Handia
Handia é uma cidade e uma nagar panchayat no distrito de Allahabad, no estado indiano de Uttar Pradesh.

## Geografia
Handia está localizada a 25° 23′ N, 82° 11′ L. Tem uma altitude média de 92 metros (301 pés).

## Demografia
Segundo o censo de 2001, Handia tinha uma população de 16,412 habitantes. Os indivíduos do sexo masculino constituem 53% da população e os do sexo feminino 47%. Handia tem uma taxa de literacia de 52%, inferior à média nacional de 59.5%: a literacia no sexo masculino é de 63% e no sexo feminino é de 39%. Em Handia, 18% da população está abaixo dos 6 anos de idade.